# Obroatis signata
Obroatis signata là một loài bướm đêm trong họ Erebidae.